# Miss Italia 1962

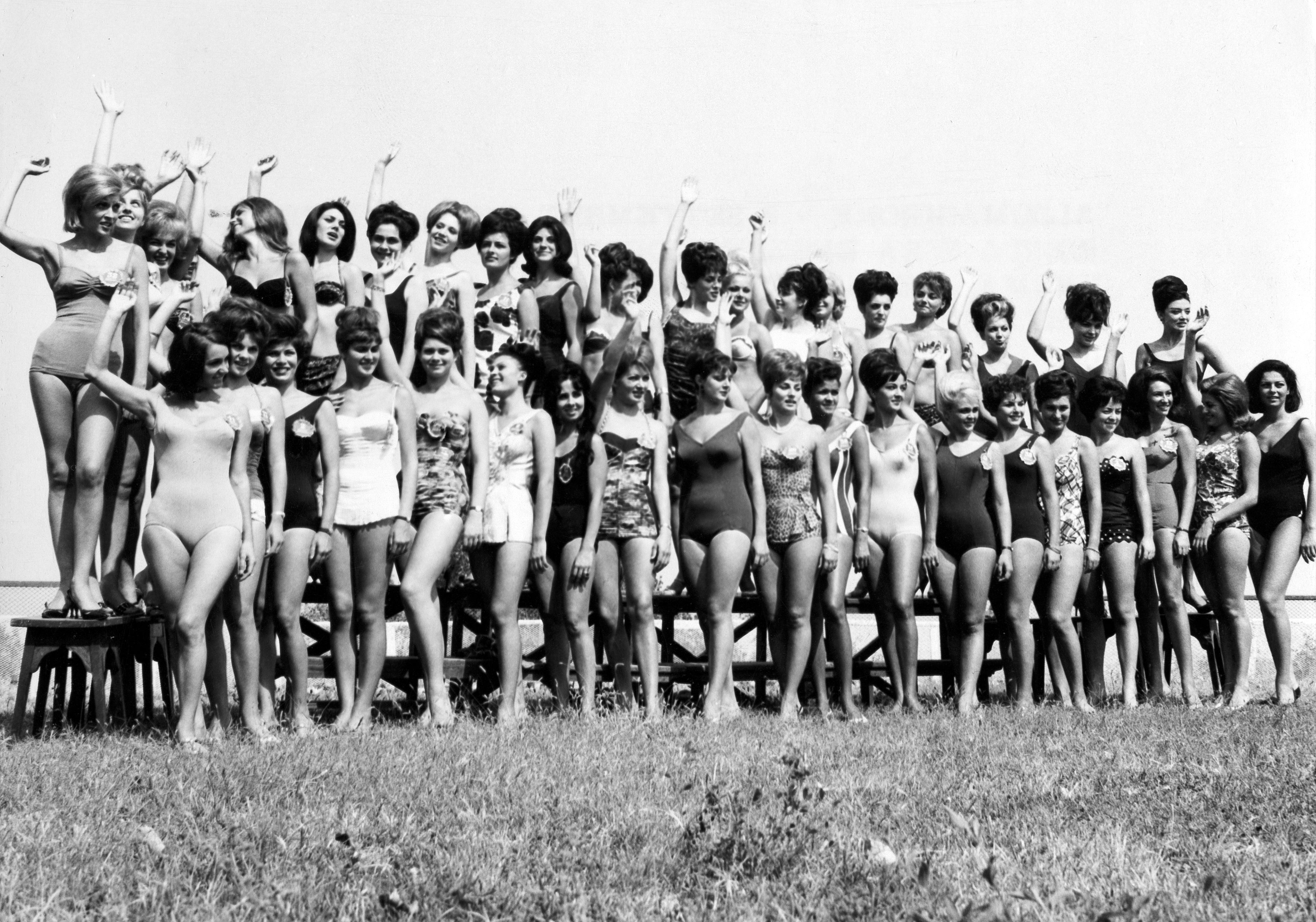
Le partecipanti al concorso

Miss Italia 1962 si svolse a Salsomaggiore Terme, in un'unica serata il 2 settembre 1962. Vinse la diciannovenne Raffaella De Carolis, di Cascia (PG). L'organizzazione fu diretta da Enzo Mirigliani.

## Risultati
| Risultato finale | Concorrente |
| ---------------- | --- |
| Miss Italia 1962 | - – Raffaella De Carolis (Miss Sicilia)                                                                         |
| Top 4            | - Donatella Brandoni (selezione fotografica) - – Gianna Erbetta (Miss Marche) - – Luciana Vincenzi (Miss Lazio) |
| Miss Cinema      | - Mariolina Carreri (selezione fotografica)                                                                     |
| Miss Sorriso     | - Rosetta Bergamonti (selezione fotografica)                                                                    |